# Danger (músico)
Franck Rivoire (conhecido pelo seu nome artístico Danger) é um músico que nasceu em 1984 em Lyon, França e que atualmente mora em Paris. Influenciado por vídeo games e filmes dos anos 80, ele cria um som distinto que caracteriza suas produções originais e remixes. Ele traz um forte apelo visual de seu trabalho, como mostra a sua arte promocional e apresentações ao vivo. Ele alegou em uma entrevista que "... as minhas influências eram geralmente bastante visuais e realmente não é música" além disso, ele se concentra muito na narrativa da música.

## Biografia

### História
A história musical de Rivoire começou cedo, quando seus pais o fez aprender a tocar piano e saxofone. Ele conseguiu seu primeiro sintetizador depois de ver um amigo usando, que lhe permitiu começar a fazer loops e chiptunes. Seus outros interesses iniciais incluíram patinagem e metal, e antes que sua carreira musical, ele também trabalhou como designer gráfico.
Sua faixa "11h30" foi realmente composta antes de Franck tornar-se "Danger" e contém a sua própria voz, mas sem letras, os vocais são feitos de sílabas aleatórias juntas.
Em um esforço para modernizar o som de sua música, Rivoire enviou algumas novas faixas de electro house para o MySpace, sob o nome Danger. Ele escolheu o apelido porque ele tinha usado anteriormente-lo em um cliente de bate-papo pensou que ele iria obter publicidade gratuita desde que "Danger"" era uma palavra tão comumente usada. Suas novas músicas chamou a atenção de várias gravadoras independentes, e depois de muitos acordos que foram oferecidos, ele assinou contrato com a Ekler'o'shock em 2007, porque ele gostava da música dos seus artistas, como o duo DatA. Danger lançou três EPs pela Ekler'o'shock assim como muitos remixes oficialmente.
Em 2013 Franck inciou um projeto intitulado "Sunset", com primeiro single de título "Krystal" ao lado do Raphaël Siboni.
Algum tempo após, foi anunciado um álbum que seria lançado na primavera do hemisfério norte de 2014. Ainda sem título para o álbum, o anúncio foi feito em seu perfil do Facebook.. Mais tarde o nome do EP foi revelado ser "JULY 2013", já lançado pela sua própria gravadora, 1789 Records.

### Estilo
Cada EP Danger é apontado como uma data após a primeira, 14/09 2007 (14 de Setembro de 2007), que é intitulado como a data em que ele terminou o EP. Estes EP's não foram liberados por ordem cronológica, de fato, "EPII" foi promovido em seu MySpace desde o lançamento do primeiro EP, que ainda não foi lançado, 16/09 de 2007 17/09 de 2007 são na verdade EPIII e EPIV, respectivamente. Esta cronologia estranha é uma referência à da série de filmes Star Wars.
As faixas do Danger são nomeadas após o horário do dia, quando a pista estava acabada - "11h30" ser chamado depois das 11:30, por exemplo - com exceção da faixa "88:88", que é uma referência a um relógio digital que não foi programado.
Outra característica única é o Danger máscara personalizada preta que ele usa durante toda a suas aparições públicas, com exceção de algumas, e é inspirado pela banda Daft Punk e Black Mage personagem do vídeo game da série Final Fantasy. Ele afirma que a "máscara" de modo a criar uma diferença entre seu tímido "geek" com a pessoa que está tocando.
Ele também mencionou que ele fez sua flash de fundo do MySpace intensamente como uma referência ao episódio de Pokémon " Porygon, o guerreiro elétrico" e fez uma piada que ele pensou que seria engraçada se alguém tem um ataque epiléptico a partir dela e "especialmente se tiverem um PC rápido ele adiciona um pouco de insulto ao dano".

## Discografia

### Álbuns
| Ano  | Nome         | Faixas                         |
| ---- | ------------ | ------------------------------ |
| 2017 | 太鼓 (Taiko) | "1789 Records"                 |
| 2017 | 太鼓 (Taiko) | "7:17"                         |
| 2017 | 太鼓 (Taiko) | "11:02"                        |
| 2017 | 太鼓 (Taiko) | "11:03"                        |
| 2017 | 太鼓 (Taiko) | "22:41"                        |
| 2017 | 太鼓 (Taiko) | "19:00 feat. Tasha The Amazon" |
| 2017 | 太鼓 (Taiko) | "9:00"                         |
| 2017 | 太鼓 (Taiko) | "6:42"                         |
| 2017 | 太鼓 (Taiko) | "10:00"                        |
| 2017 | 太鼓 (Taiko) | "0:59"                         |
| 2017 | 太鼓 (Taiko) | "11:50 feat. Lil Brain"        |
| 2017 | 太鼓 (Taiko) | "21:10"                        |
| 2017 | 太鼓 (Taiko) | "19:19"                        |
| 2017 | 太鼓 (Taiko) | "8:10"                         |
| 2017 | 太鼓 (Taiko) | "3:00"                         |
| 2019 | Origins      | "9:20 Intro"                   |
| 2019 | Origins      | "9:20"                         |
| 2019 | Origins      | "22:01"                        |
| 2019 | Origins      | "11:17"                        |
| 2019 | Origins      | "0:46"                         |
| 2019 | Origins      | "16:03"                        |
| 2019 | Origins      | "16:56"                        |
| 2019 | Origins      | "6:03"                         |
| 2019 | Origins      | "88:88 Intro"                  |
| 2019 | Origins      | "88:88 Stage 3 the Club"       |
| 2019 | Origins      | "9:19"                         |
| 2019 | Origins      | "22:39 Intro"                  |
| 2019 | Origins      | "22:39"                        |
| 2019 | Origins      | "13:13"                        |
| 2019 | Origins      | "13:12"                        |
| 2019 | Origins      | "23:05"                        |

### EPs
| Ano  | Nome       | Faixas                |
| ---- | ---------- | --------------------- |
| 2007 | 09/14 2007 | 11h30                 |
| 2007 | 09/14 2007 | 11h30 (DatA Remix)    |
| 2007 | 09/14 2007 | 14h54                 |
| 2007 | 09/14 2007 | 19h11                 |
| 2009 | 09/16 2007 | 88:88                 |
| 2009 | 09/16 2007 | 00:01 feat. Vyle      |
| 2009 | 09/16 2007 | 07:46                 |
| 2009 | 09/16 2007 | 88:88 (EAT Remix)     |
| 2009 | 09/16 2007 | 88:88 (80kidz Remix)  |
| 2010 | 09/17 2007 | 4h30                  |
| 2010 | 09/17 2007 | 3h11                  |
| 2010 | 09/17 2007 | 3h16                  |
| 2010 | 09/17 2007 | 4h30 (Riot Kid Remix) |
| 2010 | 09/17 2007 | 4h30 (Oliver $ Remix) |
| 2014 | July 2013  | 1:09                  |
| 2014 | July 2013  | 1:13                  |
| 2014 | July 2013  | 1:30                  |
| 2014 | July 2013  | 1:42                  |

### Remixes
| Ano  | Faixa                                        | Artista                  |
| ---- | -------------------------------------------- | ------------------------ |
| 2007 | "Revolte at 22h10"                           | Revolte                  |
| 2008 | "American Boy"                               | Estelle feat. Kanye West |
| 2008 | "Chick Lit (Danger TV Remix)"                | We Are Scientists        |
| 2008 | "Into the Galaxy"                            | Midnight Juggernauts     |
| 2008 | "My Way (Danger Remix)"                      | Starskee                 |
| 2008 | "Divine"                                     | Sebastien Tellier        |
| 2008 | "Love Juice (Danger TV Remix)"               | Symbol One               |
| 2008 | "Give It All You Got (Danger Beach Remix)"   | Lil Jon ft. Kee          |
| 2008 | "Ne Oh! Pen (Danger remix)"                  | Boys Noize               |
| 2009 | "Walking On A Dream (Danger Racing Remix)"   | Empire Of The Sun        |
| 2009 | "Drown In The Now (Danger Spy Remix)"        | The Crystal Method       |
| 2009 | "All The Right Moves"                        | One Republic             |
| 2010 | "Imma Be (Danger Olympic Remix)"             | The Black Eyed Peas      |
| 2010 | "Acid Washed (Danger Remix)"                 | Acid Washed              |
| 2010 | "In For The Kill (Danger Ocean Remix)"       | La Roux                  |
| 2010 | "Me & You (Danger Remix)"                    | Nero                     |
| 2011 | "In Doubt feat. CocknBullKid (Danger Remix)" | Black Devil Disco Club   |

### Como "Sunset"
| Ano  | Álbum                      | Faixas                                                    |
| ---- | -------------------------- | --------------------------------------------------------- |
| 2013 | "Krystal"                  | Krystal                                                   |
| 2013 | S01E02-05                  | Kim (S01E02) Cindy (S01E03) Summer (S01E04) Tara (S01E05) |
| 2015 | Posthumous Remorse [HDRip] | Posthumous Remorse [HDRip]                                |
| 2020 | Britney                    | Britney                                                   |
| 2020 | Maeva                      | Maeva                                                     |
| 2020 | Mel                        | Mel                                                       |